# World Radio Switzerland
World Radio Switzerland è una radio di Anglo Media Group e G Media, indirizzata prevalentemente ad un pubblico anglofono o anglofilo. È la sola radio in lingua inglese della Svizzera e collabora con la BBC World Service.
Gli studi si trovano presso gli edifici ginevrini della Radio Télévision Suisse.

## Diffusione
La radio è disponibile in FM in tutto il Canton Ginevra e in buona parte del bacino del Lemano sulla frequenza 101.7 MHz. Il trasmettitore si trova presso la stazione di arrivo della teleferica del Monte Salève e diffonde con una potenza di 2000 Watt. Dal debutto della radio all'8 dicembre 2009 la frequenza era 88,4 MHz. Quest'ultima venne modificata a seguito di una riorganizzazione parziale della banda FM nella regione ginevrina..
Dalle 12:00 del 5 novembre 2007 viene egualmente diffusa sulla rete DAB della SRG SSR nei cantoni di Friburgo, Ginevra, Lucerna, Neuchâtel, Ticino e Vaud.
La radio è ricevibile anche via satellite, internet e su alcuni trasmettitori.